# 普萊森特里奇鎮區 (阿肯色州富爾頓縣)
普萊森特里奇鎮區（英語：Pleasant Ridge Township）是位於美國阿肯色州富爾頓縣的一個行政鎮區。

## 地方資料
普萊森特里奇鎮區的面積為141.73平方千米，當中陸地面積為140.85平方千米，而水域面積為0.88平方千米。根據2010年美國人口普查的數據，當地共有人口1926人，而人口密度為每平方千米13.59人。